# 유시민·노회찬의 저공비행
유시민·노회찬의 저공비행(약칭 《저공비행》)은 유시민, 노회찬 등이 진행하는 대한민국의 시사프로그램이다. 2011년 4월 27일 시작했을 때는 통합진보당에서 제작했으나, 2012년 11월 7일부터는 진보정의당에서 제작한다. 일주일에 한 번 팟캐스트에 올라온다. 유시민은 《저공비행》을 시작하면서 《나는 꼼수다》의 보완재로서의 역할을 하고자 한다고 포부를 밝혔다. 노회찬은 '소신남'으로, 유시민은 '의리남'으로 성격을 정했다.